# Ivan Morozov

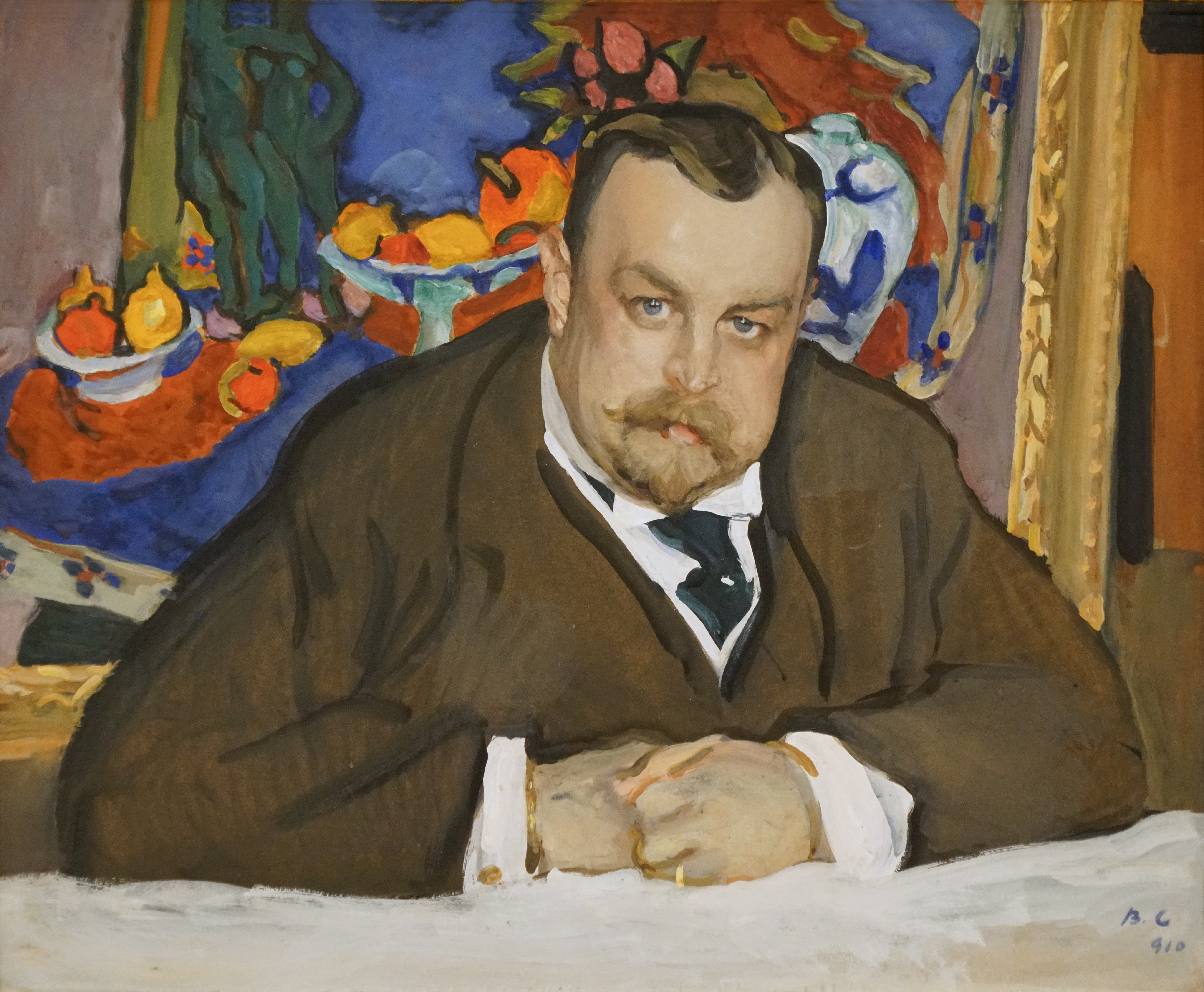
Ivan Morozov, portret 1910 door Valentin Serov voor een doek van Henri Matisse

Ivan Abramovitsj Morozov (Russisch: Ива́н Абра́мович Моро́зов) (Moskou, 27 november 1871 – nabij Karlsbad, 21 juli 1921) was een Russisch zakenman en kunstverzamelaar. Zijn kunst bestond voornamelijk uit werken van Franse impressionisten en postimpressionisten. Na de Russische Revolutie werd de collectie door het Sovjetregime geconfisqueerd. De werken werden later verdeeld tussen het Poesjkinmuseum in Moskou en de Hermitage in Leningrad.

## Biografie
Ivan was geboren in Moskou als zoon van Abram Morozov, een rijke textielhandelaar uit Tver. Zijn vader overlijdt op 43-jarige leeftijd en zijn broer Michail en hij worden totdat zij meerderjarig zijn met ijzeren hand opgevoed door hun moeder, Varvara Alexejevna Chloedova (1848-1917). Ondanks een immense rijkdom krijgen de kinderen weinig zakgeld, teneinde hun discipline aan te leren. Van 1891 tot 1895 studeert Ivan aan de Polytechnische school in Zürich. In zijn vrije tijd neemt hij les in tekenen en schildert hij buitenshuis. Vanaf 1895 werkt hij in de omvangrijk textielfabrieken van zijn vader in Tver. Ivan Morozov sleepte de zaak door een periode van stakingen en van grote onrust. In november 1917, toen hij het familiekapitaal verdrievoudigd had, moest hij de zaak afstaan aan de bolsjewieken.
Rond 1921 verkreeg hij toestemming het land te verlaten omdat hij ernstig ziek was. Via Duitsland en Parijs kwam hij terecht in Karlsbad, waar hij overleed.

## Kunstverzamelaar
In Moskou waren in het begin van de twintigste eeuw drie verzamelaars van eigentijdse, West-Europese kunst: Sergej Sjtsjoekin en de broers Michail (al overleden in 1903) en Ivan Morozov. In hun omgeving werden zij beschouwd als excentriekelingen omdat zij, in Moskou, Franse kunst verzamelden; namelijk werken van impressionisten, postimpressionisten en fauvisten. De aangeschafte werken waren niet alleen eigentijds, maar ook zeer omstreden. De drie verzamelaars wilden hiermee de Russische schilders nieuwe wegen laten bewandelen.
Sjtsjoekin en de Morozovs begonnen met impressionisten (onder anderen Claude Monet) en via Paul Cézanne en Vincent van Gogh kwamen zij tot de fauvisten, waarmee zij zelf in Parijs contact opnamen.
Morozov is een voorzichtiger verzamelaar dan Sjtsjoekin. Hij concentreert zich op een beperkt aantal kunstenaars uit impressionisme en postimpressionisme, maar koopt wel werken van grote klasse. Zijn favoriet is Cézanne. Hij reist zeer regelmatig naar Parijs, waar hij kunstenaars bezoekt en zijn doeken koopt bij kunsthandelaren, waaronder Ambroise Vollard en Paul Durand-Ruel.

## Na deRussische Revolutie
In 1918 werd, bij decreet, getekend door Lenin, de collectie geconfisqueerd. Het onderkomen van Morozov werd in juni 1919 tot museum verklaard met de naam: 'Museum nummer 2 voor moderne Westerse schilderkunst. 
Paleis Troebetskoj, van de andere grote verzamelaar van Franse hedendaagse kunst, Sergej Sjtsjoekin, kreeg de naam: Museum nummer 1 voor moderne Westerse schilderkunst.
Om de modernisering van de Sovjetrepubliek te bekostigen werden in 1934 door de Commissie voor het Antiquariaat, verantwoordelijk voor verkoop van werken naar het buitenland, dertig werken verkocht, waaronder een aantal schilderijen uit de Morozov-collectie. Zodoende hangt het nachtcafé in Arles van Vincent van Gogh tegenwoordig in de Yale University Art Gallery in New Haven (Connecticut). 
In 1941, vóór de inval van de Duitse troepen, werden de werken verscheept naar Novosibirsk aan de andere kant van de Oeral. Bij de terugkeer, na de Tweede Wereldoorlog, zag men problemen bij de herinrichting van het museum. In 1948 bepaalde Stalin per decreet dat het Staatsmuseum voor Moderne Westerse Kunst opgeheven moest worden en dat de collectie binnen vijftien dagen over andere musea moest worden verdeeld. Het kostte museumdirecteuren van de Hermitage in Leningrad en van het Poesjkinmuseum in Moskou alle moeite om een wetenschappelijk verantwoorde verdeling te bedenken. Uiteindelijk werden de grote werken en de avant-gardistische werken, waaronder Matisse en Picasso, verscheept naar Leningrad, terwijl de impressionistische en postimpressionistische werken, zoals van Monet, Van Gogh, Cézanne en Degas, naar Moskou verdwenen. Deze werken waren voor het publiek weer te zien vanaf het midden van de jaren vijftig, eerst in het Poesjkinmuseum in Moskou en later in de Hermitage in Sint-Petersburg.